# La Musique de mon cœur
Pour plus de détails, voir Fiche technique et Distribution.
La Musique de mon cœur ou Les Violons du cœur au Québec (Music of the Heart) est un film américain réalisé par Wes Craven et sorti en 1999. Il s'agit d'un film biographique sur la violoniste américaine et professeure Roberta Guaspari (en).
Il s'agit de la première incursion du réalisateur Wes Craven dans le drame et la biographie, après une multitude de films horrifiques et/ou fantastiques. Il s'agit également de son premier film nommé aux Oscars, contrairement à Meryl Streep qui obtient ici sa douzième nomination.

## Synopsis
En 1988, Roberta Guaspari vient d'être abandonnée par son mari pour qui elle avait sacrifié sa carrière. Elle vit aujourd'hui avec ses fils, Alexi et Nicholas, et sa mère Assunta. Cette dernière la pousse à reprendre sa vie et sa carrière en main. Roberta commence alors à enseigner le violon dans la Central Park East School, dans le quartier difficile d'East Harlem. Dix ans plus tard, l'école décide de supprimer ses cours pour des raisons budgétaires. Roberta va alors se battre pour sauver son emploi en demandant l'appui des élèves, des parents et d'artistes.

## Fiche technique
Sauf indication contraire, les informations mentionnées dans cette section peuvent être confirmées par la base de données cinématographiques IMDb,  présente dans la section « Liens externes ».
- Titre français : La Musique de mon cœur
- Titre québécois : Les Violons du cœur
- Titre original : Music of the Heart
- Titre de travail : 50 Violins
- Réalisation : Wes Craven
- Scénario : Pamela Gray
- Musique : Mason Daring
- Directeur de la photographie : Peter Deming
- Producteurs : Walter Scheuer, Alan Miller, Susan Kaplan et Marianne Maddalena (en)
- Société de production : Miramax Films (États-Unis)
- Société de distribution : BAC Films (France)
- Genre : drame biographique, musical
- Pays d'origine :  États-Unis
- Durée : 118 minutes
- Date de sortie : 
  - États-Unis : 29 octobre 1999
  - France : 29 mars 2000

## Distribution
Légende : Version Française = VF[réf. nécessaire] et Version Québécoise = VQ
- Meryl Streep (VF : Annie Sinigalia ; VQ : Marie-Andrée Corneille) : Roberta Guaspari (en)
- Aidan Quinn (VF : Philippe Vincent ; VQ : François Godin) : Brian Turner
- Angela Bassett (VQ : Madeleine Arsenault) : Janet Williams
- Cloris Leachman (VQ : Béatrice Picard) : Assunta Guasapari
- Gloria Estefan (VQ : Johanne Garneau) : Isabel Vasquez
- Jane Leeves (VQ : Linda Roy) : Dorothea Von Haeften
- Jay O. Sanders : Dan Paxton
- Josh Pais (VQ : Jacques Lavallée) : Dennis Rausch
- Henry Dinhofer (VQ : Lawrence Arcouette) : Lexi, à 5 ans
- Michael Angarano (VQ : Frédéric Millaire-Zouvi) : Nick, à 7 ans
- Kieran Culkin (VQ : Bernard Tanguay) : Lexi, à 15 ans
- Charlie Hofheimer (VQ : Joël Legendre) : Nick, adolescent
- Adam LeFevre : M. Klein
- Isaac Stern : lui-même
- Itzhak Perlman : lui-même
- Joshua Bell : lui-même
- Arnold Steinhardt : lui-même
- Mark O'Connor : lui-même
- Charles Veal Jr. : lui-même
- Karen Briggs : elle-même
- Sandra Park : elle-même
- Diane Monroe : elle-même
- Jonathan Feldman : lui-même
- Majid R. Khaliq : Naeem Adisa, à 19 ans
- Molly Gia Foresta : Guadalupe, à 19 ans
- Scott Cumberbatch : Lawrence, à 15 ans
- Cristina Gómez : Lucy, à 20 ans
- Omari Toomer : DeSean, à 21 ans
- Jade Scott Yorker : DeSean, à 11 ans
- Victoria Gómez : Lucy, à 10 ans
- Justin 'DJ' Spaulding : Naeem, à 9 ans
- Zoe Sternbach-Taubman : Guadalupe, à 9 ans
- Rosalyn Coleman : Mrs. Adisa

## Production

### Genèse et développement
Roberta Guaspari et l'Opus 118 de la Harlem School of Music sont au coeur du documentaire Small Wonders (1995), nommé à l'Oscar du meilleur film documentaire. Après avoir vu le film, Wes Craven souhaite faire un long métrage de fiction sur Roberta Guaspari, bien loin de son style habituel fait d'horreur et de fantastique. Madonna signe pour incarner le rôle principal et s'entraine à la pratique du violon, avant de finalement quitter le projet pour divergences artistiques,. Alors que Sandra Bullock et Meg Ryan seront brièvement envisagées pour remplacer Madonna, le rôle revient finalement à Meryl Streep. Elle s'entraîne elle aussi assidument à la pratique du violon et apprend notamment à jouer le concerto pour 2 violons en ré mineur de Jean-Sébastien Bach. L'actrice avouera par ailleurs n'avoir à l'époque vu aucun des films précédents du réalisateur car elle se décrit comme une « mauviette » devant ce genre de films. Son fils était en revanche un grand fan des films de Wes Craven.
Wes Craven retrouve Angela Bassett après Un vampire à Brooklyn (1995). Par ailleurs, la plupart des enfants du films ont été de véritables élèves de Roberta Guaspari.

### Tournage
Le tournage a lieu d'octobre 1998 à janvier 1999. Il se déroule à New York, notamment à Harlem, ainsi qu'à Kearny dans le New Jersey.

### Bande originale
La musique du film est composée par Mason Daring. L'album de la bande originale, commercialisé par Epic Records et Sony Music Soundtrax, contient cependant des chansons d'artistes comme Macy Gray, Jennifer Lopez et Aaliyah. Par ailleurs, Diane Warren écrit spécialement pour le film le titre Music of My Heart, interprété par Gloria Estefan et le groupe NSYNC.
Liste des titres
1. Music of My Heart - Gloria Estefan & NSYNC (4:32)
2. Baila - Jennifer Lopez (3:54)
3. Turn the Page - Aaliyah (4:16)
4. Groove with Me Tonight (Pablo Flores English radio version) - MDO (4:37)
5. Seventeen - Tre O (3:48)
6. One Night with You - C Note (5:04)
7. Do Something (Organized Noize Mix) - Macy Gray (3:53)
8. Revancha de Amor - Gizelle d'Cole (4:06)
9. Nothing Else - Julio Iglesias Jr (4:23)
10. Love Will Find You - Jaci Velasquez (4:34)
11. Music of My Heart (Pablo Flores Remix) - Gloria Estefan & NSYNC (4:23)
12. Concerto pour 2 violons en ré mineur - Jean-Sébastien Bach ; interprété par Itzhak Perlman et Joshua Bell (3:56)

## Accueil
Le film reçoit des critiques partagées. Sur l'agrégateur américain Rotten Tomatoes, il récolte 63% d'opinions favorables pour 90 critiques et une note moyenne de 6,50⁄10. Sur Metacritic, il obtient une note moyenne de 54⁄100 pour 33 critiques.
En France, le film obtient une note moyenne de 3⁄5 sur le site AlloCiné, qui recense 22 titres de presse.
Le film ne rencontre pas le succès commercial. Aux États-Unis, il ne récolte que 14 859 394 $ au box-office pour un budget de production de 27 millions de dollars. En France, il n'attire que 24 278 spectateurs en salles.

## Distinctions
Source : Internet Movie Database

### Récompenses
- ASCAP Film and Television Music Awards 2001 : meilleure chanson de film pour Music Of My Heart
- Blockbuster Entertainment Awards 2000 : meilleure chanson de film pour Music Of My Heart
- Critics' Choice Movie Awards : meilleure chanson originale pour Music Of My Heart
- NAACP Image Awards 2000 : meilleure actrice dans un second rôle pour Angela Bassett
- Young Artist Awards 2000 : meilleur film familiale dramatique

### Nominations
- Oscars 2000 : meilleure actrice pour Meryl Streep et meilleure chanson originale pour Music Of My Heart écrite par Diane Warren
- Golden Globes 2000 : meilleure actrice dans un film dramatique pour Meryl Streep
- Screen Actors Guild Awards 2000 : meilleure actrice pour Meryl Streep
- ALMA Awards 2000 : meilleure actrice pour Gloria Estefan
- Black Reel Awards 2000 : meilleure actrice dans un second rôle pour Angela Bassett
- Grammy Awards 2000 : meilleure chanson écrite pour le cinéma ou la télévision pour Music of My Heart
- Kids' Choice Awards 2000 : meilleure chanson de film pour Music Of My Heart
- Motion Picture Sound Editors Awards 2000 : meilleur montage d'effets sonores, musique et bruitages dans un film
- Young Artist Awards 2000 : meilleur ensemble d'acteurs
- YoungStar Awards 2000 : meilleur jeune acteur dans un film dramatique pour Michael Angarano

## Commentaire
Jusqu'alors maître du film d'horreur, Wes Craven changea pour la première fois de registre. Il retentera une autre expérience dans un autre genre : le thriller, avec plus de succès, avec Red Eye : Sous haute pression (2005), avec Rachel McAdams et Cillian Murphy.